# Félix Miélli Venerando

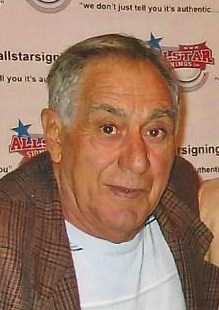
Foto uit 2008

Félix Miélli Venerando (São Paulo, 24 december 1937– aldaar, 24 augustus 2012) was een voetbaldoelman uit Brazilië. Hij was beter bekend met zijn voetbalnaam Félix.
Félix was doelman bij Associação Portuguesa de Desportos en Fluminense Football Club. Hij speelde ook 47 interlands voor zijn land. In 1970 werd hij wereldkampioen tijdens Wereldkampioenschap voetbal 1970 in Mexico. Félix kwam in zijn carrière uitsluitend voor Braziliaanse clubs uit.
24 augustus 2012 overleed hij in het ziekenhuis aan een hartaanval op 74-jarige leeftijd.

## Clubs
- 1951 - 1954 : CA Juventus
- 1956 - 1956 : Associação Portuguesa de Desportos
- 1957 - 1958 : Nacional-SP
- 1958 - 1968 : Associação Portuguesa de Desportos
- 1968 - 1977 : Fluminense FC

Hij won het Campeonato Carioca 5 keer met Fluminense Football Club.
1 Félix ·
2 Brito ·
3 Piazza ·
4 Carlos Alberto  ·
5 Clodoaldo ·
6 Marco Antônio ·
7 Jairzinho ·
8 Gérson ·
9 Tostão ·
10 Pelé ·
11 Rivellino ·
12 Stinghen ·
13 Roberto ·
14 Baldocchi ·
15 Fontana ·
16 Everaldo ·
17 Joel ·
18 Paulo Cézar Caju ·
19 Edu ·
20 Dario ·
21 Zé Maria ·
22 Leão ·
Coach: Zagallo